# Zdenčec
Zdenčec is een plaats in de gemeente Čazma in de Kroatische provincie Bjelovar-Bilogora. De plaats telt 130 inwoners (2001).